# شمشیربال سینه‌خاکستری
شمشیربال سینه‌خاکستری (نام علمی: Campylopterus largipennis) نام یک گونه از سرده شمشیربال‌ها از خانواده مگس‌مرغ‌ها است.
این گونه در جنگل‌های مرطوب گویان‌ها و حوضه آمازون با جمعیت پراکنش گسسته کمتر (زیرگونه diamantinensis) در جنگل‌های باهیا و میناس ژرایس در شرق برزیل می‌باشد.